# Tropical Islands

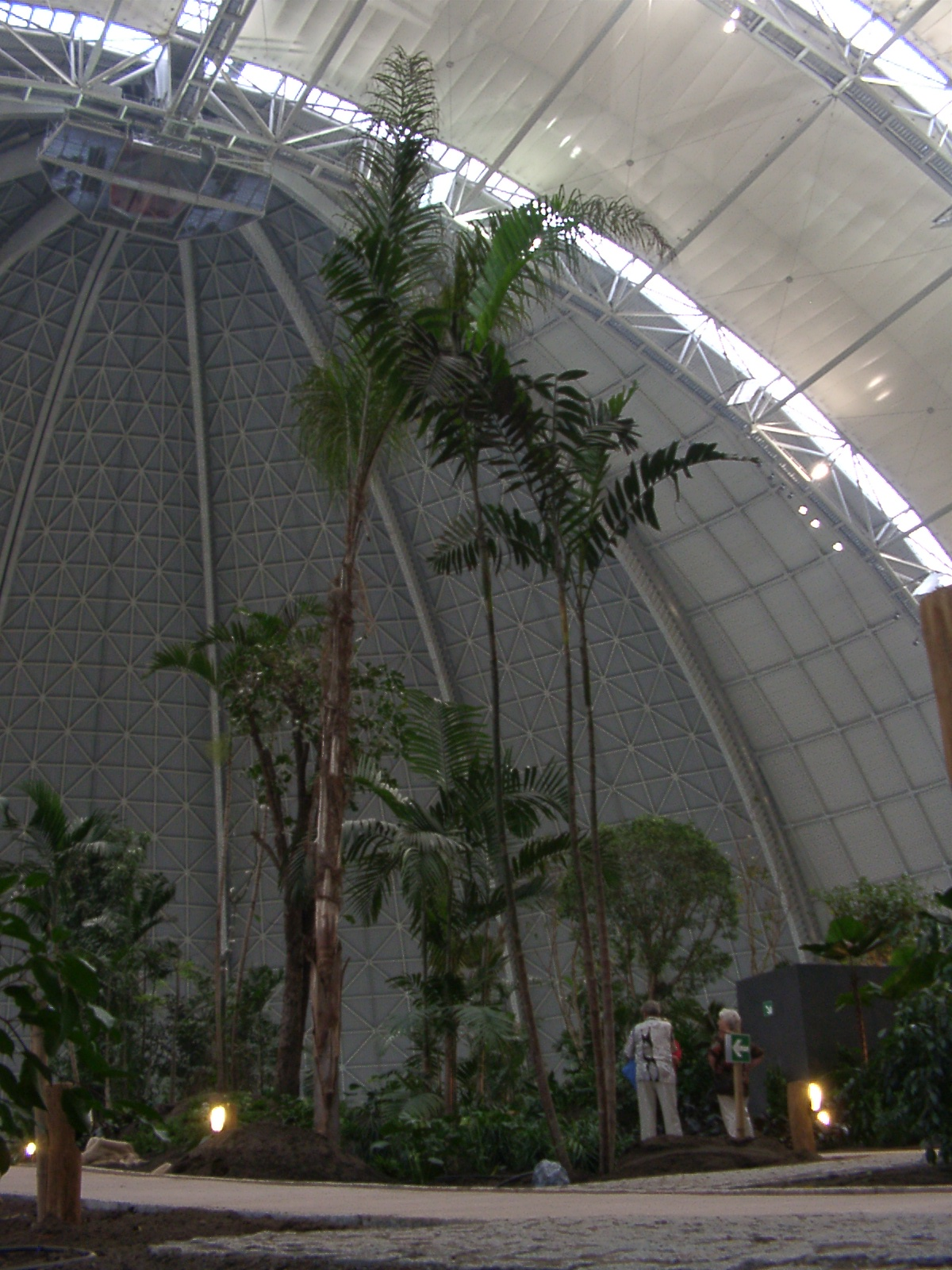
Widok konstrukcji od środka

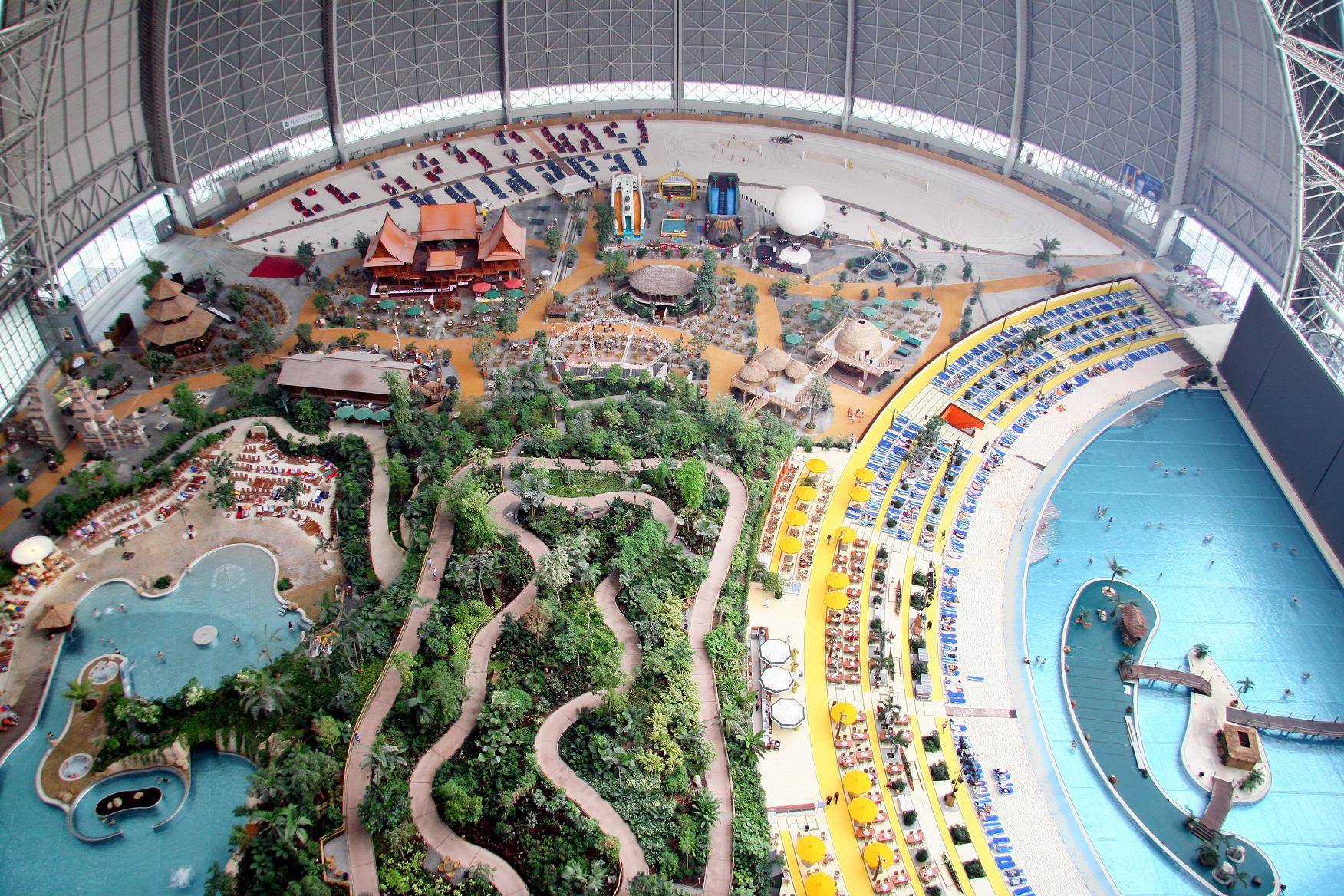
Widok z góry: z prawej Morze Południowe, w środku Las Tropikalny, z lewej Laguna

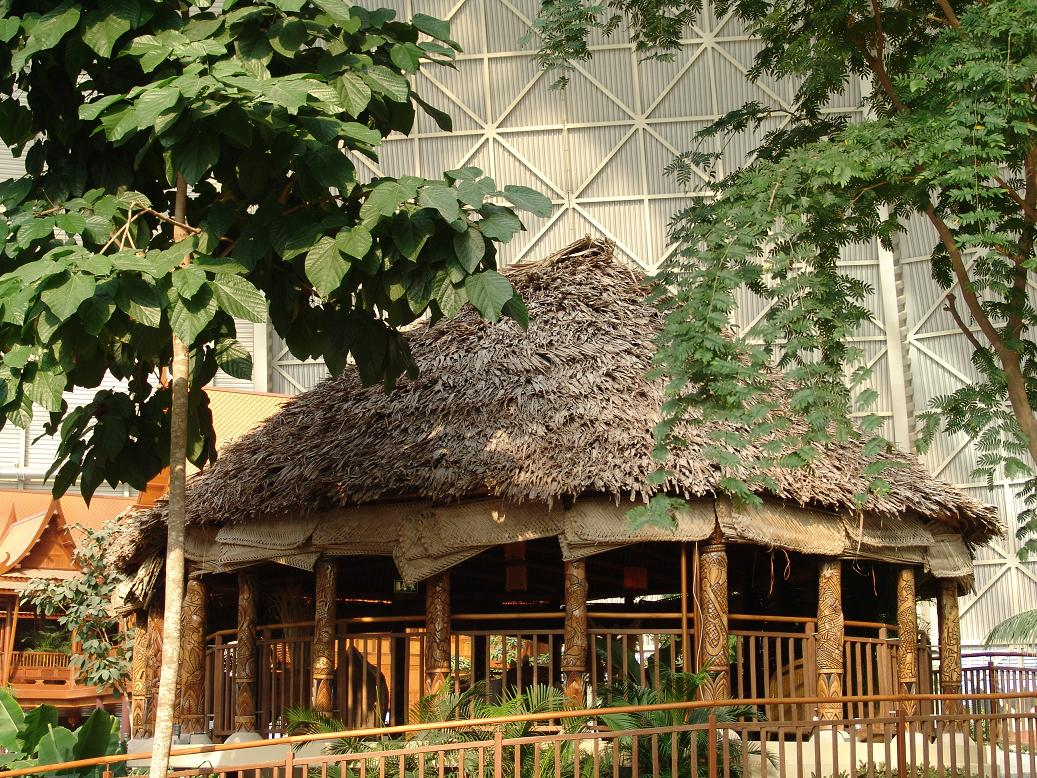
Jeden z barów w Strefie Tropikalnej

Tropical Islands – tropikalny park rozrywki i wypoczynku w Niemczech, w kraju związkowym Brandenburgia w powiecie Dahme-Spreewald. Park wypoczynku, zwany potocznie „tropikalną wyspą”, mieści się w dawnej hali produkcyjnej sterowców (nazywanej Aerium), największym samonośnym hangarze świata. Do 2002 r. hala należała do firmy CargoLifter AG, która w tym samym roku ogłosiła upadłość. W latach 1938–45 na terenie obecnego resortu wypoczynkowego Tropical Islands mieściło się lotnisko wojskowe niemieckich sił powietrznych dla szkoły lotniczej Brand-Guben, zaś w latach 1945–90 sowieckie lotnisko wojskowe.
Maksymalne obłożenie hali wynosi 6 000 odwiedzających dziennie. Według danych operatora w pierwszym roku działalności halę odwiedziło 975 000 osób. Według raportu rocznego spółki Tanjong w roku gospodarczym obejmującym okres od lutego 2004 r. do lutego 2005 r., czyli głównie przed otwarciem Tropical Islands, dawną halę przedsiębiorstwa CargoLifter zwiedziło 155 000 osób. W Tropical Islands zatrudnionych jest około 500 pracowników.

## Położenie geograficzne
Tropical Islands znajduje się około 60 km na południe od centrum Berlina i około 90 km na zachód od granicy z Polską w Gubinie. Park wypoczynku zlokalizowany jest w pobliżu miejscowości Briesen/Brand, w południowej części gminy Halbe w Brandenburgii. Hala Tropical Islands jest położona na wysokości około 70 m n.p.m.

## Dojazd
Do Tropical Islands można dojechać autostradą A13 (zjazd Staakow), następnie drogą lokalną 711 prowadzącą przez Brand w kierunku północno-wschodnim do Krausnick.
Dojazd pociągiem do stacji Brand na linii kolejowej Berlin-Görlitz.

## Historia
W latach 1938–45 na terenie dzisiejszego parku rozrywki znajdowało się lotnisko wojskowe niemieckich sił powietrznych dla szkoły lotniczej Brand-Guben. Pod koniec II wojny światowej lotnisko służyło do operacji powietrzno-lądowych transportowym siłom powietrznym oraz jako zapasowe lotnisko dla myśliwców. W ostatnich miesiącach wojny lotnisko przeszło pod dowództwo sił powietrznych Wehrmachtu.
W 1945 roku lotnisko zajęła armia radziecka. Z biegiem lat awansowało ono do jednego z największych lotnisk wojskowych NRD. W 1992 r. teren lotniska przeszedł pod zarząd Kraju Związkowego Brandenburgii i został oczyszczony ze zbiorników z paliwem lotniczym oraz amunicji. W tym czasie należał on do Brandenburskiego Towarzystwa Ziemskiego i właścicieli prywatnych. W 1998 r. przeszedł na własność firmy CargoLifter AG. Na byłym terenie militarnym miało powstać nowoczesne przedsiębiorstwo produkcyjne technologii „lżejszej od powietrza”. Zbudowano halę, a z USA sprowadzono prototyp sterowca CargoLifter CL75 AirCrane, który miał być produkowany w hali.
W lipcu 2002 roku źle zabezpieczony sterowiec został zniszczony, a późnym latem 2002 roku przedsiębiorstwo ogłosiło upadłość.
W roku 2003 teren wraz z halą został zakupiony za 17,5 miliona euro przez malezyjskie konsorcjum Tanjong PLC/Colin Au, w celu stworzenia hali Tropical Islands. Otwarcie nastąpiło 19 listopada 2004 roku.

## Koncepcja
Hala Tropical Islands ma 360 metrów długości, 210 metrów szerokości, 107 metrów wysokości i łączną pojemność 5,5 milionów metrów sześciennych. Koszty budowy hali wyniosły około 78 milionów euro.
Hala, która dzięki swemu pierwotnemu przeznaczeniu jest budynkiem odpornym na wpływy atmosferyczne, to największa samonośna konstrukcja świata. Koncern Tanjong kupił ją 11 czerwca 2003 roku za 17,5 miliona euro – z czego 10 milionów euro pochodziło z subwencji kraju związkowego Brandenburgii. Zezwolenie na prace budowlane związane ze zmianą przeznaczenia hali zostało wydane 2 lutego 2004 r. Tropical Islands otwarto 19 grudnia 2004 r.
Wewnątrz hali panuje temperatura 26°C, co w połączeniu z wilgotnością powietrza wynoszącą około 64% przyczynia się do ciepłego, „tropikalnego” mikroklimatu. W hali znajduje się największy las tropikalny świata pod dachem z roślinnością tropikalną, a także plaża. Do dyspozycji odwiedzających są baseny, bary i restauracje. Tropikalna wyspa jest otwarta przez całą dobę i przez cały rok.
Cały kompleks podzielony jest na dwa obszary tematyczne – rekreacyjną Strefę Tropikalną i egzotyczną Strefę Saun. Przy wejściu odwiedzający decydują się na bilet tylko do Strefy Tropikalnej lub także do Strefy Saun. Wszystkie pozostałe transakcje, których goście dokonają na terenie Tropical Islands, zapisywane są na opasce chipowej z funkcją kredytową. Przejście z jednej strefy do drugiej jest możliwe za dodatkową, jednorazową dopłatą dzienną. Za dopłatą dostępne są również inne atrakcje – należą do nich pole do minigolfa, atrakcja African Jungle Lift, przelot balonem, show wieczorne oraz kwatery noclegowe na terenie hali. Zjeżdżalnie wodne (w tym najwyższa w Niemczech, 27-metrowa) oraz jacuzzi dostępne są w cenie biletu. Program rozrywkowy obejmuje wielki show wieczorny, mniejsze widowiska w ciągu dnia (varieté, program animacyjny dla dzieci) oraz imprezy dodatkowe.

## Obszary tematyczne

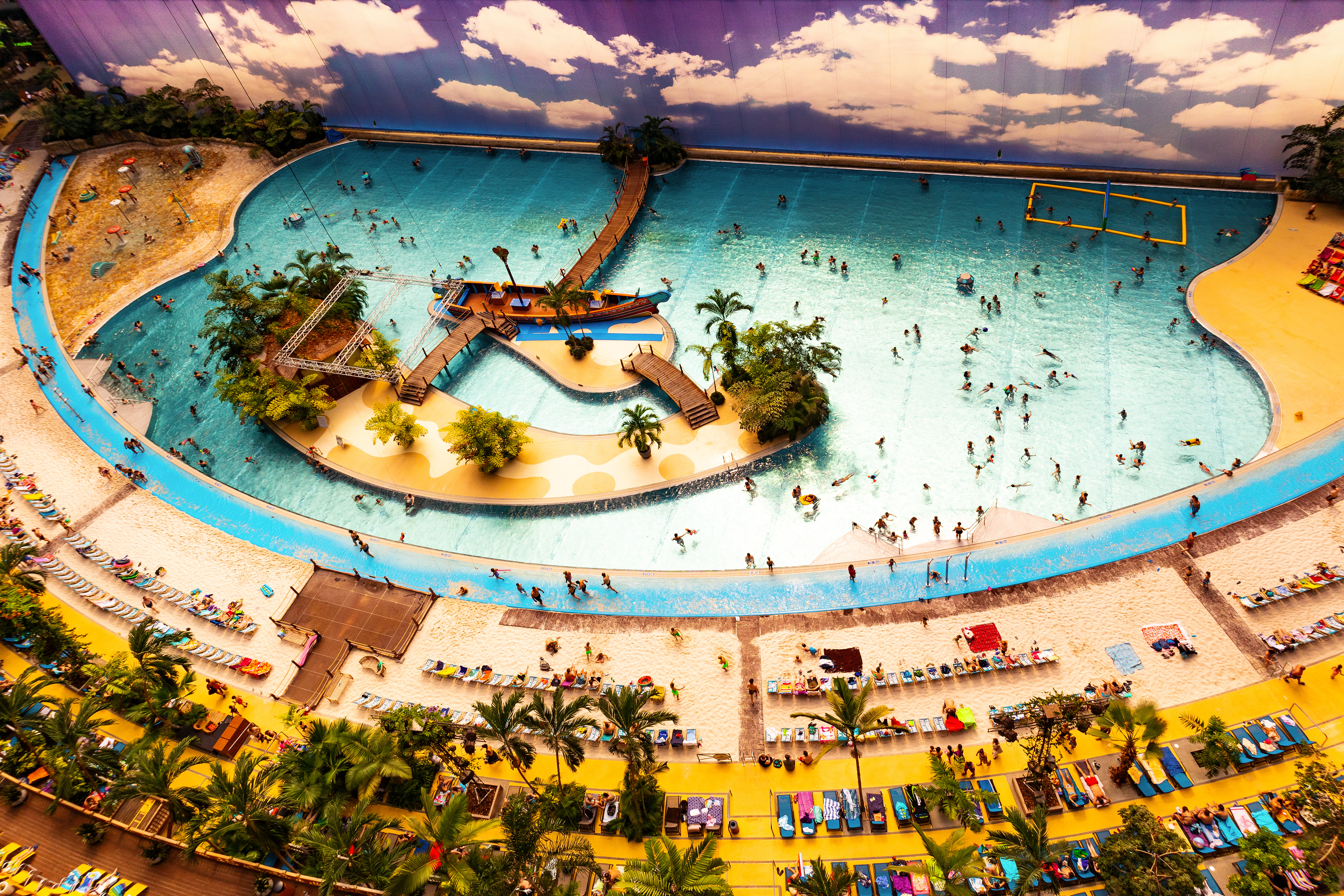
Tropical Islands, morze Południowe

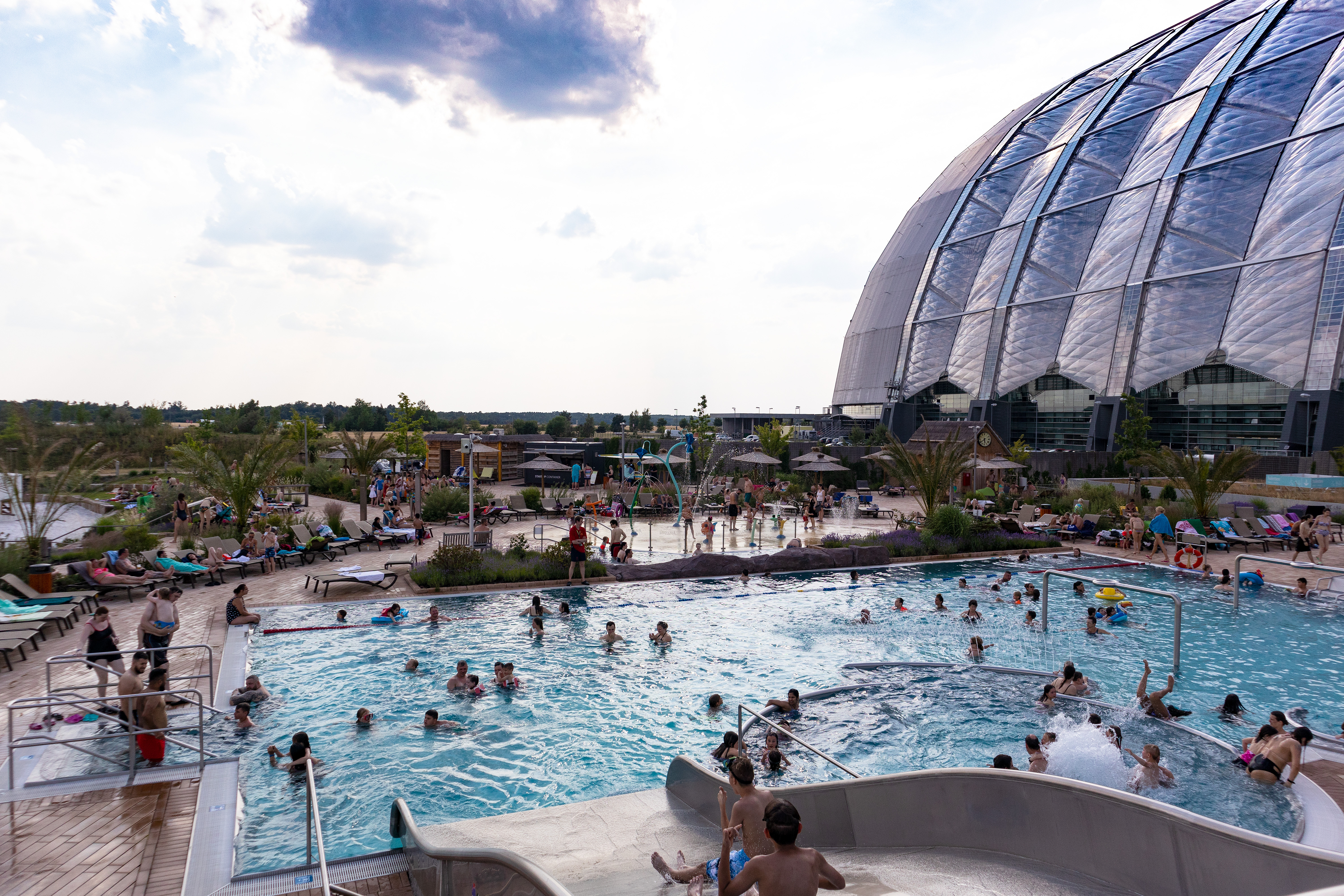
Tropical Islands, Zewnętrzny obszar, Amazonia

Na terenie hali stworzono rozmaite obszary tematyczne. Należą do nich:
- Wioska Tropikalna z obiektami wzorowanymi na budowlach oryginalnych z Tajlandii, Borneo, Samoa i Bali,
- Las Tropikalny z 50 000 roślin należących do ponad 600 gatunków,
- Morze Południowe, czyli basen skonstruowany na wzór zatoki w atolu. Długość: 140 metrów, powierzchnia: 4400 metrów kwadratowych, głębokość 1,35 metrów, temperatura wody: 28°C. Na 200-metrowej plaży przygotowanych jest dla gości 850 drewnianych leżaków. W pobliżu znajduje się mała zjeżdżalnia i 3 większe w tym jedna tylko dla dorosłych.
- Laguna, położona po drugiej stronie wyspy, z jacuzzi, wodospadami i dwiema krótkimi zjeżdżalniami, temp. wody 32°C.
- Tropino strefa zabaw dla dzieci z basenem z piłeczkami, stołami do ping-ponga czy łódkami sterowanymi radiem.
- Amazonia część kompleksu położona poza halą. Jedną z jej najpopularniejszych atrakcji jest całoroczna "Dzika rzeka" czyli rynna z ciepłą wodą o wartkim nurcie[2].

## Rozbudowa
W listopadzie i grudniu 2006 roku wnętrze parku wypoczynkowego Tropical Islands zostało przebudowane i wzbogacone o dodatkowe atrakcje. Powierzchnię 4 tysięcy metrów kwadratowych przeznaczono na krainę zabaw dla dzieci. W połowie 2007 roku oddano do użytku podzieloną na sześć obszarów Strefę Saun i Wellness. W tej strefie, która jest największym kompleksem saun w stylu tropikalnym, znajdują się: łaźnia parowa wysadzana kamieniami szlachetnymi, sauna kamienna, sauna drzewna, sauna ziołowa, źródło lodowe i grota mgły, a także sztuczne gejzery oraz prysznice lodowe. Estetyka Strefy Saun nawiązuje do budowli zlokalizowanych w Azji Południowo-Wschodniej, które znalazły się na liście światowego dziedzictwa UNESCO, jak indyjski zespół grot z Elefanty czy świątynia Angkor Wat. 
W obszarze rekreacyjnym, czyli Strefie Tropikalnej, znajdują się: wysoka na 27 metrów wieżowa zjeżdżalnia wodna ze czterema ślizgawkami, kraina zabaw dziecka, pole do minigolfa i wielki basen Morza Południowego z piaszczystą plażą. W przebieralniach mieści się około 7.000 szafek. Adaptacja hali do nowej działalności kosztowała według danych przedsiębiorstwa 23 miliony euro. Pierwotna łączna suma inwestycji wynosiła 75 milionów euro, z czego 17 milionów euro pochodziło z dotacji kraju związkowego Brandenburgii, które przeznaczono na utrzymanie w Tropical Islands 501 miejsc pracy. 
W 2008 roku w bezpośrednim sąsiedztwie hali otwarto camping ze stanowiskami postojowymi dla przyczep i samochodów campingowych, namiotami tipi z drewna i materiału oraz polem namiotowym przeznaczonym na namioty prywatne. Wiele nowych kwater noclegowych powstało również w samej hali. Obecnie goście mają możliwość skorzystania z noclegu w wielu pokojach i bungalowach zlokalizowanych bezpośrednio na tropikalnej wyspie, wśród egzotycznej scenerii. Ponadto do dyspozycji gości pozostających na noc są tak zwane obozowiska Lasu Tropikalnego z namiotami safari. W 2010 roku oferta noclegowa została wzbogacona o domki wakacyjne w bezpośrednim sąsiedztwie hali, stwarzając tym samym bazę noclegową również na pobyt wielodniowy. 

## Problemy
Liczba odwiedzających odbiega od planowanej przez operatora, który obliczył, że do zwrotu kosztów eksploatacji liczba odwiedzających na przestrzeni roku nie powinna spaść poniżej 1,25 miliona. W pierwszym roku gospodarczym spodziewano się 2,5 miliona gości, jednak ich liczba nie przekroczyła miliona. W 2005 r. park odnotował straty w wysokości 10–20 milionów euro. Do października 2006 roku Tropical Islands odwiedziło około 600 tysięcy gości. W początkowym okresie działalności stosunkowo niską liczbę odwiedzających tłumaczono rozmaitymi przyczynami, między innymi względnie odizolowanym położeniem Tropical Islands. Jedną z przyczyn jest także średnia zarobków w regionie Berlin-Południowa Brandenburgia, niższa od średniej krajowej. W ramach strategii zdobywania nowych grup docelowych działania marketingowe skupiły się również na pozostałych krajach związkowych, a także na klientach zagranicznych, w tym z Polski.
Dzięki zmienionej strukturze cenowej oraz wzbogaceniu oferty noclegowej wzrósł poziom akceptacji Tropical Islands przez odwiedzających. Ówczesny prezes zarządu Ole Bested Hensing podał, że w roku gospodarczym 2008 Tropical Islands udało się po raz pierwszy osiągnąć zysk idący w miliony. To bezpośredni skutek wzbogacenia oferty noclegowej w samej hali.
W fazie początkowej funkcjonowania Tropical Islands niejakie problemy stwarzała hodowla roślin, które ze względu na światłoszczelną kopułę nie otrzymywały światła dziennego. W październiku 2005 roku z południowej części kopuły, znajdującej się po stronie Morza Południowego, usunięto elementy stalowe i zastąpiono je specjalną folią z ETFE przepuszczającą promienie UV. Tak powstało gigantyczne „okno” o powierzchni 20 tysięcy metrów kwadratowych, dzięki któremu do środka wpada wystarczająca ilość światła słonecznego. Rośliny, które posadzono wówczas w Tropical Islands, dobrze się przyjęły. Nadają one autentycznego charakteru Lasowi Tropikalnemu i Wiosce Tropikalnej.